# Rudolf Adamczyk

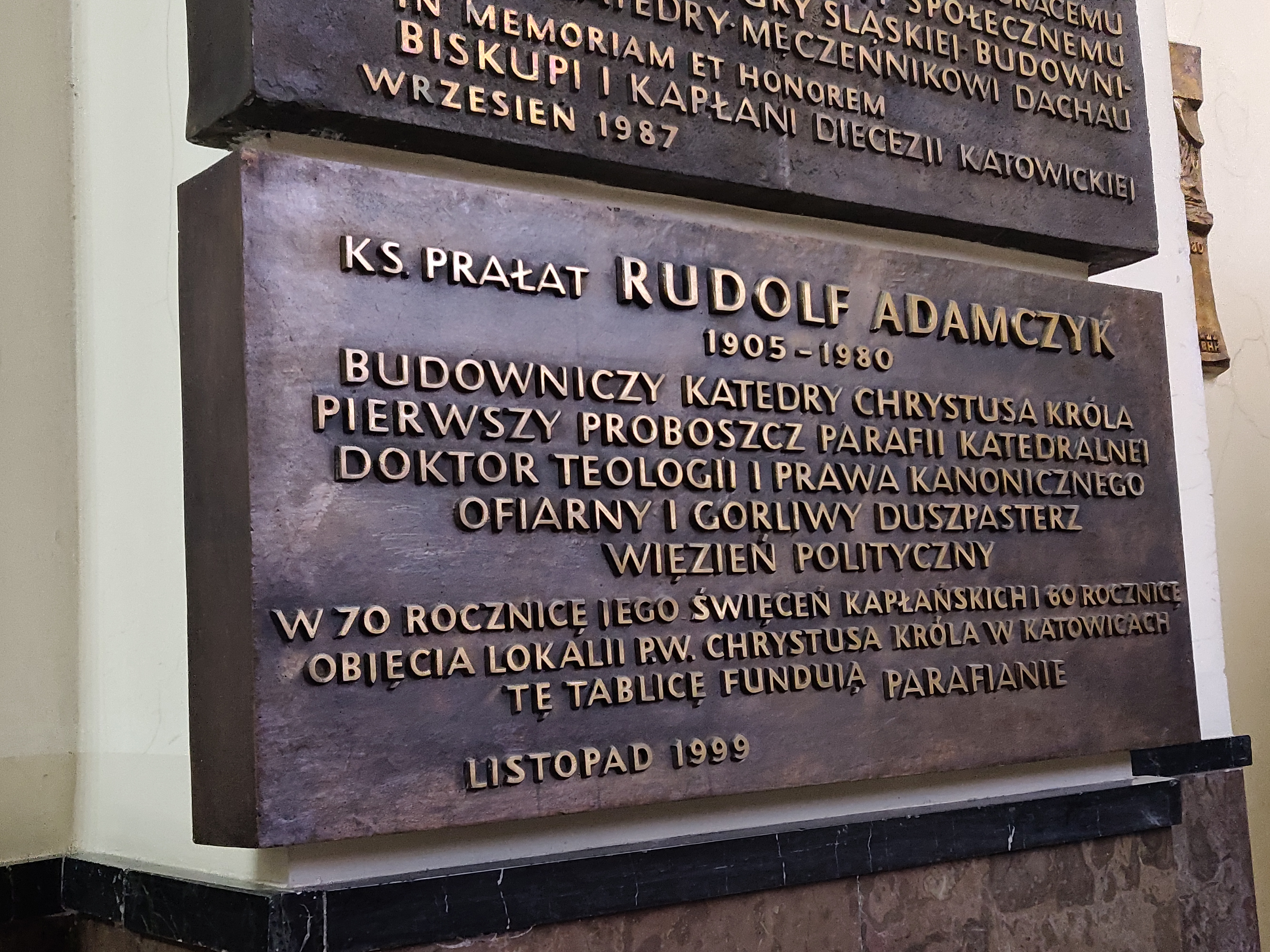
Tablica pamiątkowa w katowickiej archikatedrze

Rudolf Adamczyk (ur. 7 kwietnia 1905 w Uchylsku, zm. 24 sierpnia 1980 w Jastrzębiu-Zdroju) – proboszcz, prawnik, działacz społeczno-oświatowy, więzień polityczny.

## Wykształcenie
Po ukończeniu szkoły powszechnej w Gorzyczkach (1916) przyjęty do biskupiego konwiktu św. Józefa w Gliwicach i państwowego gimnazjum, po 1922 r. kontynuował naukę w gimnazjum w Rybniku (obecne I Liceum Ogólnokształcące im. Powstańców Śląskich w Rybniku). Po maturze (1924) przyjęty do śląskiego seminarium duchownego w Krakowie, ze względu na wybitne wyniki w nauce kontynuował studia teologiczne w Kolegium Polskim w Rzymie (1926), które ukończył licencjatem z teologii (1929). Po przyjęciu święceń kapłańskich w Katowicach (28 lipca 1929) uzyskał w Rzymie doktorat z teologii (1930) oraz z prawa kanonicznego (1932); odbył roczną praktykę w Rocie Rzymskiej i Kongregacji Soboru. Był pierwszym Polakiem, który otrzymał pochwałę Roty Rzymskiej za wyniki uzyskane na studiach.

## Prawnik
Po studiach prawniczych (1933) mianowany notariuszem kurii diecezjalnej i Sądu Biskupiego w Katowicach (pełnił funkcję obrońcy węzła małżeńskiego) oraz sędzią prosynodalnym; zdał egzamin na adwokata Roty Rzymskiej (1935). W latach 1958–1966 prowadził wykłady z prawa kanonicznego w ŚSD w Krakowie oraz egzaminy proboszczowskie w zakresie prawa (od 1965 r.); egzaminator prosynodalny prawa kanonicznego (1969); brał udział w zjeździe prawników w Brixen (1970).

## Duszpasterz i działacz społeczno-oświatowy
Podczas wakacji w 1932 r. był wikarym w Nakle Śląskim i Świętochłowicach; wysłany przez bpa Adamskiego na Zaolzie (1938) w celu obserwacji sytuacji społeczno-politycznej i religijnej. Pełnił funkcję katechety gimnazjalnego w Rychwałdzie, ponadto: kierownik oddziału świetlic dla bezrobotnych, aktywny członek Towarzystwa Nauczycieli Polskich w Czechosłowacji oraz organizator sieci placówek Towarzystwa Czytelni Ludowych na Zaolziu; wikariusz tymczasowy w Lyskach (1939) oraz pomocnik kuratora Fundacji Polednika. 8 listopada 1939 mianowany substytutem lokalii pw. Chrystusa Króla w Katowicach z prawem zarządzania majątkiem budującej się katedry; (1940) radca kurialny.

## Więzień polityczny
28 lutego 1941 wysiedlony przez gestapo do Krakowa, był radcą prawnym bpa Czesława Kaczmarka; 21 października 1951 aresztowany przez Urząd Bezpieczeństwa Wewnętrznego, osadzony na krótki czas w więzieniu w Katowicach; oskarżony o szpiegostwo na rzecz USA, kontakty z biskupem Cz. Kaczmarkiem oraz malwersacje finansowe przy budowie katedry, aresztowany ponowne (1952). W latach 1952–1955 przebywał w wojskowym więzieniu śledczym w Warszawie – Mokotowie, 15 stycznia 1955 zwolniony bez procesu, dostał roczny urlop z polecenia wikariusza kapitulnego Jana Piskorza. Śledztwo umorzono w 1956 r.

## Proboszcz katedry w Katowicach
Po powrocie z pierwszego wygnania (1945) wizytator i kurator Prowincji Sióstr św. Jadwigi w Katowicach; 2 maja 1945 ponownie mianowany substytutem parafii Chrystusa Króla w Katowicach, od 7 października 1946 administratorem parafii katedralnej; zastępca wikariusza generalnego w zakresie administracji ogólnej diecezji katowickiej oraz spraw duchowych (1947); po posądzeniu o brak umiejętności organizacyjnych (z powodu przedłużającej się budowy katedry) złożył urząd zastępcy wikariusza generalnego "in spiritualibus" (1950). Po umorzeniu śledztwa przez UB (1956) pomocnik w par. w Bobrownikach; administrator w par. w Brzezie nad Odrą k. Raciborza, kanonik gremialny katowickiej Kapituły Katedralnej (1957); kanonik penitencjarny (1958); jako wikariusz z obowiązkami proboszcza (1 marca 1958) kontynuował budowę katedry, prałat Jego Świątobliwości (1962); przewodniczący Komitetu Budowy Katedry (od 1968 r). Po konflikcie z biskupem Herbertem Bednorzem (1970) złożył rezygnację ze stanowiska proboszcza, budowniczego katedry Chrystusa Króla w Katowicach oraz przewodniczącego Komitetu Budowy. W 1973 r. przeszedł na emeryturę, zamieszkał w Jastrzębiu-Zdroju, wycofał się z działalności społecznej. Nadal pisał wspomnienia z okresu swojej działalności na Zaolziu, przeżyć z czasów stalinowskich (Czyściec, Biblioteka Spotkań, Paris 1985) i budowy katedry w Katowicach. Autor artykułów, opublikowanych w "Gościu Niedzielnym", na temat społecznej funkcji rodziny, volkslisty oraz koncepcji bpa Stanisława Adamskiego dotyczącej obrony biologicznej Ślązaków przed zagładą ze strony hitlerowców; opracował krótką historię parafii Brzezie nad Odrą.